# Mistrzostwa Świata w Siatkówce Plażowej 2011

VIII. Mistrzostwa świata w siatkówce plażowej odbyły się w dniach 13 czerwca – 19 czerwca 2011 roku w Rzymie.

## Wyniki

### Mężczyźni
| Lp. | Zawodnicy                     | Medal |
| --- | ----------------------------- | ----- |
| 1   | Emanuel Rego Alison Cerutti   |       |
| 2   | Márcio Araújo Ricardo Santos  |       |
| 3   | Jonas Reckermann Julius Brink |       |

### Kobiety
| Lp. | Zawodnicy                         | Medal |
| --- | --------------------------------- | ----- |
| 1   | Larissa França Juliana Felisberta |       |
| 2   | Misty May-Treanor Kerri Walsh     |       |
| 3   | Xue Chen Zhang Xi                 |       |